# أمين رويحة
أمين رويحة (1901-1984) هو كاتب وطبيب سوري، ولد في مدينة اللاذقية السورية، درس الطب في جامعات فيينا وبرلين، ونال شهادة الدكتوراه في الطب، وشهادة اختصاص في جراحة العظام من جامعة ميونخ في ألمانيا، مارس مهنة الطب في مصر والحجاز والعراق وسوريا وكان رئيس أطباء المستشفى العسكري بدمشق، شارك في العمل الوطني والقومي في بلاد الشام والعراق، وكان على صلة بالحاج أمين الحسيني، وشارك في تأسيس حزب نادي المثنى سنة 1935م في بغداد حيث كان من المؤسسين غير العراقيين للنادي برفقة أكرم زعيتر، شارك في ثورة رشيد عالي الكيلاني في العراق، ولما أخفقت الثورة ألقي القبض عليه ونفي إلى روديسيا، وأبقته السلطات البريطانية هناك إلى ما بعد الحرب العالمية الثانية.
عاد إلى سوريا وشارك في العمل السياسي، وفي عام 1948 كان مع جيش الإنقاذ بمنطقة الجليل في شمال فلسطين يتنقل مع المقاتلين ويعالج الجرحى، اتهم بالمشاركة في محاولة اغتيال العقيد أديب الشيشكلي في 1950، وسجن وحوكم ثم أخلي سبيله في مايو 1951.

## مؤلفات
صدرت له عدة أعمال منها:
- «أخطاء التمدن في التغذية: الأضرار الصحية الناجمة عنها، الوقاية منها ومعالجتها بالأغذية»، 1980، عدد الصفحات:314.[3]
- «التداوي بالاعشاب: بطريقة علمية تشمل الطب الحديث والقديم»، الأجيال للنشر والتوزيع، 2009، عدد الصفحات:528.[4]
- «التداوي بلا دواء: بالماء - والهواء - وتنقية الدم - والصوم - والغذاء»، 1967، عدد الصفحات:337.[5]
- «الجهاز البولي»، 2021، عدد الصفحات:404.[6]
- «المرأة في سن الإخصاب وسن اليأس»، دار القلم، 2006، عدد الصفحات:237.[7]
- «أمراض الجهاز الهضمي ومعالجتها»، دار القلم، 1969، عدد الصفحات:361.[8]
- «في الشيخوخة»، عدد الصفحات:370.[9]
- «الحب والزواج»، دار القلم، 2006، عدد الصفحات:240.[10]
- «الطب الشعبي»، دار القلم، 2006، عدد الصفحات:282.[11]
- «أمراض الجهاز البولي»، دار القلم، 2006، عدد الصفحات:365.[12]
- «أمراض الأوعية الدموية: الدوالي، البواسير تصلب الشرايين: الوقاية منها، معالجتها، شفاؤها»، دار القلم، 1980.[13]
- «ولدك هذا الكائن المجهول»، دار القلم، 2006، عدد الصفحات:310.[14]
- «كيف تتخلص من النظارات وتحصل على رؤيا أفضل بطريقة علمية مدهشة»، دار الاندلس، 2006.[15]
- «شباب في الشيخوخة»، 1972.[16]
- «ولدي في حالة الصحة والمرض»، دار القلم، 2006، عدد الصفحات:348.[17]
- «داء السكري: أسبابه - أعراضه - طرق مكافحته»، دار القلم، 1983، عدد الصفحات:302.[18]
- «النباتيون ومنهجهم في التغذية»، دار القلم، 1975، عدد الصفحات:470.[19]
- «الجيمناستيك الصباحي: شباب دائم ومرونة وصلابة»، دار القلم، 1990، عدد الصفحات:144.[20]
- «الشباب في الشيخوخة»، دار القلم، 1972، عدد الصفحات:368.[21]
- «رشاقتك وجمالك سيدتي احدث وسائل فن التجميل وممارسته بطرق علمية سهلة»، دار القلم، 1986، عدد الصفحات:396.[22]
- «التغذية والمشروبات الروحية نظرات حول التغذية، المشروبات الروحية والصحة»، 1974.[23]
- «امراض شعبية: الصداع-السل الرئوي-الامراض الزهرية-التعقيبة-القرحة اللينة-والفليس»، دار القلم، 1988، عدد الصفحات:224.[24]
- «كيفية إكتشاف الهرمونات»، دار القلم، 1980، عدد الصفحات:208.[25]
- «صحة من الطبخ»، دار القلم، 1998، عدد الصفحات:144.[26]
- «الروماتيزم تكونه، شفاؤه: النقرس، الروماتيزم العضلي والمفصلي، الديسك، عرق الأنسر»، دار القلم، 1984.[27]
- «الإسعافات الإولية: يشتمل على ثلاثمائة صورة توضح جميع حالات الإسعاف الأولى لمعالجة كافة الحوادث الطارئة بطريقة علمية»، دار القلم، 1974.[28]
- «الجمال والرشاقة: أحدث وسائل فن التجميل وممارسته بطرق علمية سهلة»، دار الاندلس، 1971.[29]
- «الغازات السامة أو السلاح الكيماوي»، دار القلم.[30]